# Stoposkoczek grzebykopalcy
Stoposkoczek grzebykopalcy (Paradipus ctenodactylus) – gatunek ssaka z podrodziny skoczki (Dipodinae) w obrębie rodziny skoczkowatych (Dipodidae).

## Zasięg występowania
Stoposkoczek grzebykopalcy występuje na pustyniach Kara-kum i Kyzył-kum w Turkmenistanie, w Uzbekistanie i południowym Kazachstanie.

## Taksonomia
Gatunek po raz pierwszy naukowo opisał w 1929 roku rosyjski zoolog Boris Winogradow nadając mu nazwę Scirtopoda ctenodactyla. Holotyp pochodził z Repetek, w Turkmenistanie. Jedyny żyjący współcześnie przedstawiciel rodzaju stoposkoczek który opisał w 1930 roku również Boris Winogradow.
Autorzy Illustrated Checklist of the Mammals of the World uznają ten takson za gatunek monotypowy.

### Etymologia
- Paradipus: gr. παρα  para „blisko, obok”[8]; rodzaj Dipus A.E.W. Zimmermann, 1780 (skoczek).
- ctenodactylus: gr. κτεις kteis, κτενος ktenos „grzebień”[9]; δακτυλος daktulos „palec”[10].

## Morfologia
Długość ciała (bez ogona) 140–165 mm, długość ogona 180–225 mm, długość ucha 32–40 mm, długość tylnej stopy 75–84 mm; masa ciała 112–185 g. 

## Ekologia
Stoposkoczek grzebykopalcy potrafi przemieszczać się z prędkością do 9 m/s. Wykonuje skoki o długości do 3 m, na wysokość do 1,5 m. Cechą charakterystyczną tego gatunku jest umiejętność wykonywania pionowych skoków w miejscu.
Stoposkoczek grzebykopalcy zasiedla tereny piaszczystych pustyń porośniętych krzewami. Kopie nory o długości do 5 m, do 3 m w głąb poniżej powierzchni terenu. Młode przychodzą na świat 2 razy do roku w miotach po 1–6 (średnio 3–4). Młode samice nie mają miotu w pierwszym roku swojego życia. Stoposkoczek grzebykopalcy chętnie zjada młode pędy krzewów (zwykle z gatunku saksauł biały), trawy i nasiona. Najprawdopodobniej nie jada pokarmów pochodzenia zwierzęcego. Gdy temperatury powietrza spadają poniżej -16 do -18 °C, hibernuje.